# Aina Suzuki
Pour les articles homonymes, voir Suzuki (homonymie).
 (octobre 2022).
La mise en forme du texte ne suit pas les recommandations de Wikipédia : il faut le « wikifier ».
Les points d'amélioration suivants sont les cas les plus fréquents. Le détail des points à revoir est peut-être précisé sur la page de discussion.
- Les titres sont pré-formatés par le logiciel. Ils ne sont ni en capitales, ni en gras.
- Le texte ne doit pas être écrit en capitales (les noms de famille non plus), ni en gras, ni en italique, ni en « petit »…
- Le gras n'est utilisé que pour surligner le titre de l'article dans l'introduction, une seule fois.
- L'italique est rarement utilisé : mots en langue étrangère, titres d'œuvres, noms de bateaux, etc.
- Les citations ne sont pas en italique mais en corps de texte normal. Elles sont entourées par des guillemets français : « et ».
- Les listes à puces sont à éviter, des paragraphes rédigés étant largement préférés. Les tableaux sont à réserver à la présentation de données structurées (résultats, etc.).
- Les appels de note de bas de page (petits chiffres en exposant, introduits par l'outil «  Source ») sont à placer entre la fin de phrase et le point final[comme ça].
- Les liens internes (vers d'autres articles de Wikipédia) sont à choisir avec parcimonie. Créez des liens vers des articles approfondissant le sujet. Les termes génériques sans rapport avec le sujet sont à éviter, ainsi que les répétitions de liens vers un même terme.
- Les liens externes sont à placer uniquement dans une section « Liens externes », à la fin de l'article. Ces liens sont à choisir avec parcimonie suivant les règles définies. Si un lien sert de source à l'article, son insertion dans le texte est à faire par les notes de bas de page.
- La présentation des références doit suivre les conventions bibliographiques. Il est recommandé d'utiliser les modèles {{Ouvrage}}, {{Chapitre}}, {{Article}}, {{Lien web}} et/ou {{Bibliographie}}. Le mode d'édition visuel peut mettre en forme automatiquement les références.
- Insérer une infobox (cadre d'informations à droite) n'est pas obligatoire pour parachever la mise en page.

Pour une aide détaillée, merci de consulter Aide:Wikification.
Si vous pensez que ces points ont été résolus, vous pouvez retirer ce bandeau et améliorer la mise en forme d'un autre article.
Aina Suzuki (鈴木 愛奈, Suzuki Aina) est une doubleuse japonais et chanteuse d'Hokkaido née le 23 juillet 1995. Elle est affiliée avec l'Agence IAM. Elle est connue pour ses rôles tels que Mari Ohara dans Love Live! Sunshine!! et Jashin-chan dans Dropkick on My Devil!, en plus d'être une idole du groupe Aqours.

## Carrière
Aina Suzuki espérait travailler dans le doublage d'anime depuis ses années d'école primaire, mais pensait que sa voix n'était peut-être pas assez bonne. Un tournant s'est produit lorsque, dans sa 3e année de lycée, elle est devenue finaliste (et l'une des 3 meilleures personnes du pays) du 7e Grand Prix All-Japan Anisong. À cette époque, son désir de devenir chanteuse d'anime s'intensifie et elle en fait son objectif. Elle a déménagé à Tokyo dès qu'elle a obtenu son diplôme d'études secondaires. Elle a révélé plus tard que, si elle avait remporté le Grand Prix Anisong, elle aurait fait ses débuts l'année suivante (en 2014) et aurait pu participer à un tournoi qui se tenait à la Yokohama Arena ; cela a été révélé en février 2017, après le succès d' Aqours 1st LoveLive.
Après son arrivée à Tokyo, Aina est entrée à l'International Media Institute (un centre de formation de doubleurs associé à l'agence IAM). Alors qu'elle s'amusait dans sa formation et la trouvait enrichissante, il y avait encore des moments où elle manquait de confiance en ses capacités vocales. Cependant, après quelques encouragements de Ryō Horikawa (directeur en chef de l'institut), elle a commencé à avoir plus confiance. Cela a ravivé son désir de devenir une chanteuse d'anime et doubleuse après son arrivée à Tokyo.
Elle s'est affiliée à l'agence IAM pour apprendre à la fois des chanteurs et des doubleurs. Elle a fait ses débuts en doublage en 2014. En 2015, elle obtient un rôle dans la franchise Love Live! puis dans la nouvelle série, Love Live! Sunshine!! sous le nom de Mari Ohara, et ses activités en tant que qu'idol du groupe d'Aqours commencèrent.
En mars 2017, elle et les autres membres d'Aqours ont reçu un prix de chant lors des 11e Voice Actor Awards.
Le 22 janvier 2020, son premier album solo, 「ring A ring」, est sorti. Elle a joué le rôle de Kana Hoshisato dans la série animée Hatena Illusion, où elle a également interprété le thème de fin de la série Hikari Iro no Uta" (ヒカリイロの歌). Elle a lancé son fanclub officiel, "Ai catwalk", le même jour.

## Filmographie

### Animes
- 2014 : Akame ga Kill! : Mez[3]
- 2015 : Castle Town Dandelion : Shiori Sakurada, Mina Shinonome
- 2015 : YuruYuri San Hai! : Membre A du Club d'athlétisme
- 2016 : Onigiri : Shizuka Gozen
- 2016 : Three Leaves, Three Colors : Asako Kondō
- 2016 : Love Live! Sunshine!! : Mari Ohara
- 2016 : Sweetness and Lightning : Chiyo
- 2016 : Crane Game Girls : Newscaster
- 2016 : Crane Game Girls Galaxy : Tokiko
- 2017 : Clione no Akari : Kaho Ichinose[4]
- 2017 : Love Live! Sunshine!! : Mari Ohara
- 2018 : Magical Girl Site : Rina Shioi[5]
- 2018 : Alice or Alice : Yamirii
- 2018 : Dropkick on My Devil! : Jashin-chan[6]
- 2018 : Release the Spyce : Byakko[7]
- 2019 : Rainy Cocoa side G : Meru[8]
- 2019 : The Quintessential Quintuplets : Hongō
- 2019 : Z/X Code reunion : Shuri Kijino[9]
- 2020 : Hatena Illusion : Kana Hoshisato[10]
- 2020 : Dropkick on My Devil! Dash : Jashin-chan
- 2020 : Monster Girl Doctor : Eris
- 2020 : Iwa-Kakeru! -Sport Climbing Girls- : Sayo Yotsuba[11]
- 2021-2023 : Arrête de me chauffer, Nagatoro : Yoshi[12],[13]
- 2021 : PuraOre! Pride of Orange : Shino Ukita[14]
- 2021 : Rumble Garanndoll : Yuki Aoba[15]
- 2022 : Teppen!!!!!!!!!!!!!!! Laughing 'til You Cry : Mone Ishiya[16]
- 2022 : Dropkick on My Devil! X : Jashin-chan
- 2022 : Tokyo Mew Mew New : Miwa Honjō[17]
- 2023 : Yohane the Parhelion: Sunshine in the Mirror : Mari[18]

### OAV/ONA
- 2016 : Filles Kaiju : Miclas/Miku Ushimaru
- 2018-2019 : Saint Seiya: Saintia Shō : Equuleus Shō

### Films d'animation
- 2016 : Galactic Armored Fleet Majestic Prince: Wings to the Future : Ahn Medikum
- 2019 : Love Live! Sunshine!! The School Idol Movie: Over the Rainbow : Mari Ohara

### Jeux
- 2015 : Onigiri Hyakkiyagyō : Shizuka Gozen
- 2015 : Princess Maker : Cassandra[19]
- 2015 : Xuccess Heaven : Isa Kotobuki[20]
- 2015 : Toys Drive : Mabel Small[21]
- 2015 : Shooting Girl : Nanami Fuwa, Tekkou M. Misa, Miyo Asato[22],[23],[24]
- 2016 : Love Live! School Idol Festival : Mari Ohara
- 2016 : Onigiri: Nihon wo Tabisuru RPG : Shizuka Gozen
- 2016 : Mon Musume☆wa〜Remu : Micuras[25]
- 2016 : Megami Meguri : Konohana Sakuyahime
- 2016 : Magic Library Qurare : Dr Moreau
- 2016 : Girls' Frontline : Luger P08 Handgun[26]
- 2017 : Knights Chronicle : Lena, Olive, Meril
- 2017 : Q & Q Answers : Wizard of Oz[27]
- 2017 : Yuki Yuna is a Hero Hana Yui no Kirameki : Kōri Chikage
- 2018 : Grand Chase: Dimensional Chaser : Lime Serenity
- 2018 : Granblue Fantasy: Love Live! Sunshine!! Aqours Sky-High! : Mari Ohara[28]
- 2019 : Tenka San Bun : Princess Cai Yan
- 2019 : Shadowverse CCG : Mari Ohara
- 2019 : Love Live! School Idol Festival ALL STARS : Mari Ohara
- 2022 : Azur Lane : IJN Sakawa
- 2023 : Love Live! School Festival 2 Miracle Live : Mari Ohara
- 2023 : Yohane the Parhelion: Blaze in the Deepblue : Mari

### Drama CD
- 2015 : Shiden Aratame no Maki : Kabosu
- 2015 : Saint Seiya Seintia Shō : Shoko
- 2016 : Nogi Wakaba wa Yusha de Aru Vol. 1 : Kōri Chikage
- 2016 : Nogi Wakaba wa Yusha de Aru Vol. 2 : Kōri Chikage
- 2016 : Joshi Shōgakusei wa Hajimemashita P ! : Riri

### Manga numérique
- 2015 : Chocolatier Shitsuren : Matsuri Koyurugi

## Web radio
- 3 avril 2016 – 4 avril 2017 : New Gin Group présente MAO à Suzuki sur JOQR Chō ! A&G+[29]
- 8 avril 2016 à aujourd'hui : Yumiri à Aina no Mogumogu Communications sur Onsen[30]
- 9 avril 2016 – 25 septembre 2017 : Les filles A&G battent Queenty sur Cho ! A&G+[31]

## Discographie

### Albums
| Année | Détails de l'album | Numéro de référence | Catégorie Oricon |
| ----- | --- | ------------------- | ---------------- |
| 2020  | ring A ring - "Hikari Iro no Uta" (ヒカリイロの歌) a été utilisé pour le générique de fin de Hatena Illusion - Publié: 22 janvier 2020 - Label: Lantis | LACA-15808          | 5                |
| 2021  | Belle révolte - Publié: 1er décembre 2021 - Label: Lantis                                                                                              | LACA-35918          | 15               |

### Singles
| Year | Song | Catalog no. |
| ---- | --- | ----------- |
| 2020 | Yasashisa no Namae (やさしさの名前) - Monster Girl Doctor thème de fin - Publié: 16 septembre 2020 - Label: Lantis    | LACM-24021  |
| 2020 | Motto Takaku (もっと高く) - Iwa-Kakeru! -Climbing Girls- thème d'ouverture - Publié: 18 novembre 2020 - Label: Lantis | LACM-24063  |
| 2021 | Etonyanran (えとにゃんらん) - Etotama ~Nyan Kyaku Banrai~ single numérique - Publié: 28 avril 2021 - Label: Lantis    | LZC-1870    |